# Mats Andersson (fotograf)
Mats Carl Johan Roland Andersson, född 20 september 1966 i Huskvarna,[källa behövs]är en svensk yrkesfotograf och art director.
Andersson arbetar på reklambyrån Concret i Jönköping sedan 1989. Han är också konst- och naturfotograf och har publicerat bilder i internationella och nationella tidskrifter, böcker och almanackor. Hans konstfoton har visats internationellt i mer än 20 länder runt om i världen, bl.a. i England, Skottland, Spanien, Tyskland, Schweiz, Frankrike, Italien, Ryssland, USA, Kanada, Australien, Israel, Sverige, Nya Zeeland, Kina, Finland, Norge, Polen, Förenade Arabemiraten. Han har prisats internationellt för sina bilder sedan 2009. 
Andersson är ambassadör för Leica Cameras i Skandinavien. Han var medlem i föreningen Naturfotograferna åren 2011–2024. Hans bok Djur. 66 bilder nominerades till Svenska Fotobokspriset 2013. 2016 vann han Nordic Nature Photo Contest och blev årets nordiska naturfotograf. Han vann 2016 även svartvita klassen i naturfototävlingen Wildlife Photographer of the Year som anordnas av Natural History Museum i London. Han utsågs till årets naturfotograf 2016 av Naturvårdsverket och var finalist i Wildlife Photographer of the Year 2017. 
Andersson tilldelades Region Jönköpings läns kulturstipendium 2017, det stora ettåriga arbetsstipendiet av Sveriges Författarfond 2019, konstnärsnämndens stipendium 2020 och 2021 samt ett treårigt arbetsstipendium av Sveriges Författarfond 2021–2023 (570 000 kr).
I september 2023 nominerades hans bok Mother Earth till Publishingpriset.